# Фуфез
Фуфез (рум. Fufez) — село у повіті Селаж в Румунії. Входить до складу комуни Халмешд.
Село розташоване на відстані 408 км на північний захід від Бухареста, 38 км на захід від Залеу, 89 км на північний захід від Клуж-Напоки.

## Населення
За даними перепису населення 2002 року у селі проживали 17 осіб, з них 15 осіб (88,2%) словаків. Рідною мовою 15 осіб (88,2%) назвали словацьку.